# Мала пірникоза
Мала пірникоза (Tachybaptus) — рід птахів родини пірникозових (Podicipedidae). Містить 5 видів. Трапляється у спекотних та помірних регіонах на всіх континентах.

## Види
- Пірникоза мала (Tachybaptus ruficollis).
- Пірникоза австралійська (Tachybaptus novaehollandiae).
- Пірникоза мадагаскарська (Tachybaptus pelzelnii).
- Пірникоза алаотрська (Tachybaptus rufolavatus).
- Пірникоза домініканська (Tachybaptus dominicus).